# Protodacnusa amurensis
Protodacnusa amurensis är en stekelart som först beskrevs av Telenga 1935.  Protodacnusa amurensis ingår i släktet Protodacnusa och familjen bracksteklar. Inga underarter finns listade i Catalogue of Life.